# ننانیزاد (نیومکزیکو)
ننانیزاد (به انگلیسی: Nenahnezad) یک منطقهٔ مسکونی در ایالات متحده آمریکا است که در شهرستان سن خوآن، نیومکزیکو واقع شده‌است. ننانیزاد ۹٫۳ کیلومتر مربع مساحت و ۷۲۶ نفر جمعیت دارد و ۱٬۵۷۴ متر بالاتر از سطح دریا واقع شده‌است.